# نيل تومسون
نيل تومسون (بالإنجليزية: Neil Thompson)‏ (2 أكتوبر 1963 المملكة المتحدة - ) هو لاعب كرة قدم بريطاني يلعب كمدافع.

## روابط خارجية
- نيل تومسون على موقع قاعدة بيانات كرة القدم.إي يو (الإنجليزية)
- نيل تومسون على موقع Soccerbase.com (لاعب) (الإنجليزية)
- نيل تومسون على موقع Soccerbase.com (مدرب) (الإنجليزية)
- نيل تومسون على موقع عالم كرة القدم.نت (الإنجليزية)